# Antonae praegrandis
Antonae praegrandis är en insektsart som beskrevs av Richter. Antonae praegrandis ingår i släktet Antonae och familjen hornstritar. Inga underarter finns listade i Catalogue of Life.